# 阿卜杜勒·萨塔尔
阿卜杜勒·萨塔尔（英語：Abdus Sattar，1906年3月1日—1985年10月5日），是一名孟加拉国政治人物。曾任孟加拉国民族主义党主席，1981年至1982年期间担任孟加拉国总统，此前担任副总统。
阿卜杜勒·萨塔尔是孟加拉国历史上为数不多的实权总统。1982年因陆军参谋长侯赛因·穆罕默德·艾尔沙德宣布军管后辞去总统职务。

## 生平

### 早期生涯
1906年3月1日，阿卜杜勒·萨塔尔出生于英属印度孟加拉管辖区比尔宾县。他在加尔各答大学获得法学学位和法学硕士学位，毕业于加入加尔各答高等法院律所，担任法官。1933年，担任首任孟加拉首相阿布·凯瑟·法茲勒·胡克的随从官、积极参与农民人民党活动。1933年，他出任加尔各答市政机关法律顾问。1939年任加尔各答市政议员。1941年任加尔各答高等法院律师。1943年任加尔各答市政首席行政官。
1950年，随着英属印度分治，萨塔尔迁往达卡，出任达卡高等法院律师。1955年，当选为第二届巴基斯坦立法议会议员。1956年，任巴基斯坦内政部长、教育部长。1957年，任东巴基斯坦高等法院法官。1968年，担任巴基斯坦最高法院法官。
1969年，萨塔尔出任巴基斯坦选举委员会主席。1970年，他组织了首届巴基斯坦国民大选，期间人民联盟获得历史性的主控权组建政府。然而当时叶海亚·汗率领的军事委员会否定选举结果，并动用武力镇压，迫使第三次印巴战争爆发、东巴基斯坦宣布独立成为孟加拉国。1971年，随着孟加拉国独立战争爆发，萨塔尔被困在西巴基斯坦伊斯兰堡，随后他被巴基斯坦政府拘禁并撤销职位。直到1973年他才被遣送返回已经独立的孟加拉国，并在达卡定居。
1973年，萨塔尔出孟加拉国人寿保险公司董事长。1974年，任孟加拉国记者工资委员会（Journalist Wage Board）主席、孟加拉国法律与国际事务组织主席。1975年，他被阿布·萨达特·穆罕默德·赛义姆任命为总统特别助理，负责司法和议会事务部事务。1977年6月，新任总统齐亚·拉赫曼任命他为孟加拉国副总统。1978年3月，他任民族主义党中央召集委员会召集人。1979年4月，兼管司法和议会事务部、议会秘书处以及选举委员会工作。1979年8月，出任民族主义党副主席。

### 出任总统

1981年墨西哥坎昆举办的南北首脑峰会，萨塔尔位于前排第三位

1981年5月30日，齐亚总统被刺后，在达卡的陆军参谋长艾尔沙德中将立即通知总理、副总理和内阁部长等政府领导人，一同前往陆军部医院，请住院养病的副总统阿卜杜勒·萨塔尔出院主持平叛工作。阿卜杜勒·萨塔尔在医院出任代理总统和民族主义党代主席。总统选举时间提前到11月15日，萨塔尔作为民族主义党提名人，在总统选举中以巨大优势战胜竞争对手、孟加拉国人民联盟候选人卡穆尔·侯赛因。侯赛因及其他候选人声称选举被操控，当地在选举后出现紧急情况。萨塔尔兼任国防、科技部长，并任命经济学家米尔扎·努尔·胡达担任副总统。期间印度东部的阿萨姆邦爆发针对孟加拉穆斯林的暴动。
萨塔尔成立国家安全委员会，并授权孟加拉国武装部队有更多的权力。1982年1月，他无争议地当选民族主义党主席。随后他成立新内阁，然后1982年3月21日，副总统米尔扎·努尔·胡达突然辞职，并声称自己是民族主义党内部阴谋论的受害者。萨塔尔任命穆罕默德·默罕马杜拉继任副总统职位。

### 1982年军事政变
1982年3月24日，孟加拉国陆军参谋长海珊·穆罕默德·艾爾沙德发动不流血的政变，推翻了萨塔尔总统政权，并强迫萨塔尔签署辞职信。随着孟加拉国宣布实行军法管制后，阿布·赛义德·乔杜里被军法管制首席执行官艾尔沙德将军指定为孟加拉国总统。

### 去世
1985年10月5日，萨塔尔在孟加拉国达卡苏拉瓦底医院去世，享年79岁。